# Kisalföld Volán
A Kisalföld Volán Közlekedési Zrt. közúti személy- és árufuvarozással foglalkozó vállalkozás volt, amely részvénytársasági formában működött. Az 1990-es évek elején hozták létre gazdasági társaságként, amely Győr, Mosonmagyaróvár és Sopron helyi közlekedését, valamint Győr-Moson-Sopron megye távolsági közlekedését látta el. A Kisalföld Volánnak 2006-ban 446 autóbusza volt.
2015. január 1-én integrálódott a ÉNYKK Északnyugat-magyarországi Közlekedési Központba, 2019. október 1.-től pedig ennek a társaságnak az utódjaként a Volánbusz Zrt. látja el közszolgálati tevékenységeit.

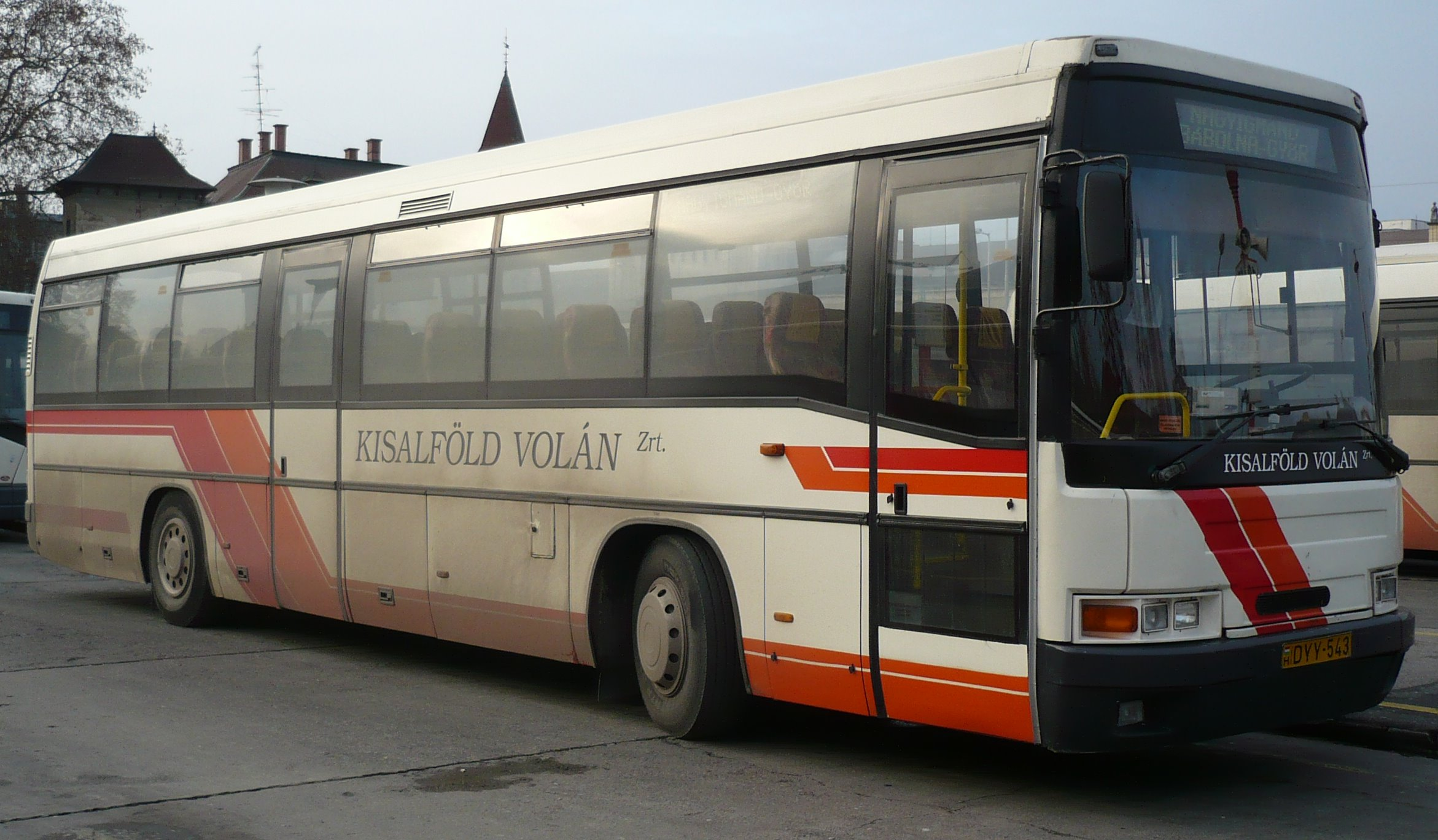
A Kisalföld Volán egyik Ikarus 395 típusú autóbusza Győrben.

## Története

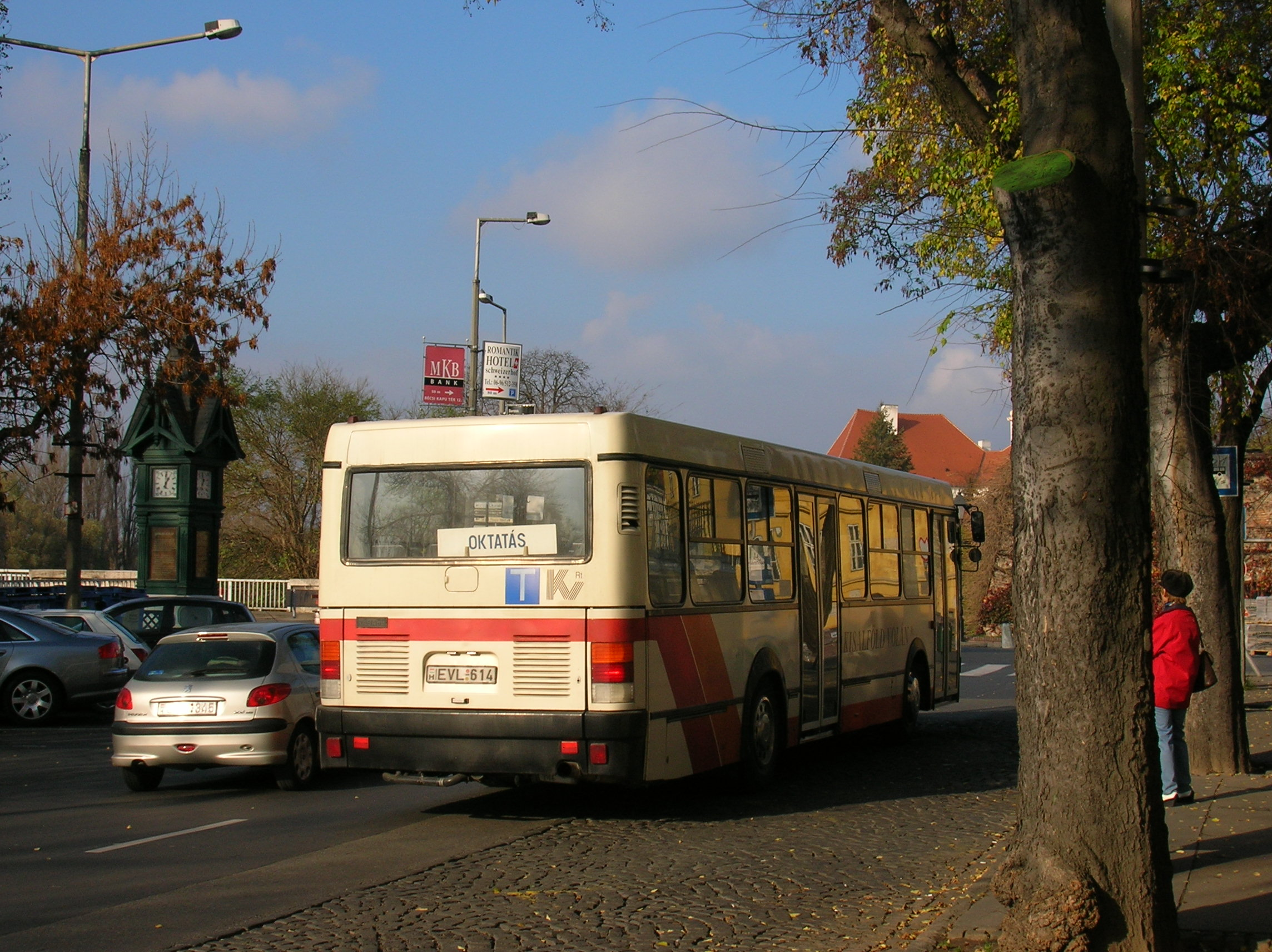
Ikarus 415 típusú tanulóbusz

Az autóbusz-közlekedés 1927-ben indult meg Győr vármegyében. Ekkor a Star Garázs Rt. két Chevrolet márkájú autóbuszával lehetett közlekedni Győrön belül. Mivel a társaság működése veszteséges volt, ezért a járatokat 1929-ben meg akarták szüntetni. Győr vezetése ezt nem engedte, ettől kezdve Általános Közlekedési Kft. néven működött a város támogatásával. A járműállomány folyamatosan bővült, 1935-ben már 16 autóbusszal rendelkezett a Kft.
A második világháború alatt a közúthálózat nagy része megsemmisült, a társaság nem rendelkezett autóbusszal. 1945-ben két járművet működőképes állapotba hoztak a Rába Magyar Vagon- és Gépgyár segítségével. Ekkor újra megindult a közlekedés a városban.
Sopronban 1943-ban Gancs János indította meg hét autóbusszal a közlekedést. 1953-ra már 12 autóbusza volt.
Mosonmagyaróváron a helyi közlekedés 1949-ben indult meg. 1954-ben 23 autóbusza volt.
1949-ben jött létre a MÁVAUT győri főnöksége, ami 1953-tól 66. számú MÁVAUT Vállalat néven működött. A vállalathoz került a Soproni főnökség is 1953-ban, a mosonmagyaróvári pedig 1954-ben.
Csornán csak 1960-ban vásárolt meg a vállalat egy épületet, ekkor kezdődött a személyszállítás a városban.
1961. július 1-jén a vállalat beleolvadt a 61. számú AKÖV-be. 1962 januárjától a megye közlekedését a 19. számú AKÖV irányította.
1970. szeptember 1-jétől Volánként működik tovább. 1984. január 1-jétől önálló, Kisalföld Volán Vállalat néven. 1992 decemberében részvénytársasággá vált, Kisalföld Volán Rt. néven. 2006 óta zártkörűen működő részvénytársaság, Kisalföld Volán Zrt.
2012 novemberében Az Északnyugat-magyarországi Közlekedési Központ Zrt. megalapításával, közös irányítás alatt működnek Győr-Moson-Sopron, Vas, Veszprém és Zala megye helyközi közösségi közlekedési szolgáltatói. A központ székhelye Szombathely.
2015. január 1-jétől az ÉNYKK átveszi a Volán-vállalatok szerepét, amik aztán beolvadással egyesültek a közlekedési központtal.

## Helyi közlekedés
A helyi közlekedést a Kisalföld Volán külön üzletágai látják el. Három városban található helyi közlekedés.

### Győr
Győr helyi közösségi közlekedését a Győri Helyi Személyszállítási Üzletág látta el.
A helyi közösségi közlekedés legnagyobb részét alig több, mint 100 jármű bonyolítja le 40 vonalon. A 32-es, 34-es és a 36-os viszonylatokat a Győr-Győrújbaráthegy, Győr-Tényő-Sokorópátka-Gic, valamint a Győr-Koroncó vonal autóbuszjáratai szolgálják ki a helyközi üzletág járműveivel. A 2008-as évben a győri helyi közösségi közlekedésben részt vevő járművek által megtett hasznos kilométerek száma meghaladta az ötmilliót.
A helyi autóbuszokon egyszínű sárga fényezés található, bizonyos típusok esetében az ajtókat ettől eltérő fehér színnel fényezték. A Kisalföld Volán egyes helyi járműveinek felületét reklámcélra bérbe adja. A járművek között található 42 db alacsony padlós, a mozgáskorlátozottak által igénybe vehető kivitelű autóbusz is.
A Győri Helyi Személyszállítási Üzletág központja  a Buda uutca 33. szám alatt található. A létesítmény telephelyként is működik, mérete azonban nem elegendő az összes jármű tárolásához. A járművek egy részét így a Kisalföld Volán Ipar utca 99. szám alatt található telephelyen tárolják. A járatok három decentrumból indulnak: Révai Miklós utca, Adyváros, Marcalváros.

#### Decentrumok

##### Révai Miklós utca
A decentrum Győr belvárosában, a vasútállomástól, a vidéki autóbusz-pályaudvartól és a város legfrekventáltabb sétálóutcájától egyaránt 2-3 percnyi gyaloglásra fekszik a Révai Miklós utca Gárdonyi Géza utca és a Baross Gábor híd közötti szakaszán.
A Révai Miklós utcai decentrum 21 járat (2A, 5, 5B, 5R, 8, 8A, 11, 12, 15, 15A, 22, 22E, 30, 30A, 31, 31A, 31Y, 33, 37, 37Y, 38) járatadó állomása. A felsoroltakon kívül végállomása még a 22A viszonylatnak, azonban ezeket a marcalvárosi decentrum indítja.
A buszvégállomás szűkös ennyi járathoz, több száz méter hosszú, de mindössze két sávban tartózkodhatnak az autóbuszok. Ez gyakran okoz kényelmetlenséget a járművezetők számára, akiknek gyakran több száz métert kell gyalogolni a leparkolt autóbusztól a sofőrváróig vagy a forgalmi irodáig. Előfordul, hogy az autóbuszok a tumultus miatt nem tudnak időben beállni a megállóba, és rögtön késéssel indulnak. A forgalmista irodája szűkös, nem lát el belőle az állomás végéig, feladatát nehézkesen tudja elvégezni.
Születtek már tervek az állomás kibővítésére és áthelyezésére is, de a pénzhiány és a kiszemelt helyeken álló ingatlanok tulajdonosainak és bérlőinek ellenállása miatt még nincs remény a probléma megoldására.

##### Adyváros
A Tihanyi Árpád utca és a Szauter Ferenc út kereszteződésénél található az adyvárosi végállomás. A környéken található Győr legnagyobb lakótelepe és az egyik legforgalmasabb bevásárlóközpontja is.
A decentrum 2009. június 16-án, a vonalhálózat átszervezéseinek köszönhetően megszűnt.

##### Marcalváros
A marcalvárosi buszvégállomás Győr legfiatalabb panel-lakótelepén, Marcalváros II. szélén fekszik a Mécs László utca Kovács Margit utca és Pátzai Pál utca közötti szakaszán.
8 viszonylatot üzemeltet (1, 11E, 14, 22A, 23, 23A, 24, 25). Viszonylag kis méretű, és a 2009 júniusi menetrend-átszervezések után még egy törzsvonalat üzemeltet, illetve kapott három átmenő járatot (22; 22E; 37Y) is.

#### Viszonylatok
A hálózat alapjait az 1980-as években fektették le, és az évek alatt nem, vagy csak részben követték le a város szerkezeti változásait. A városi közösségi közlekedők aránya a nyugati tendenciákhoz hasonló pályát időben később követve esni kezdett, így a szolgáltatás 1994-re veszteségessé vált. A 2008 februári és a 2009 júniusi, két lépcsős átszervezés az önkormányzat azon döntésének volt köszönhető, hogy a jegy- és bérletárak szinten tartása érdekében 10%-kal csökkentette az utaskilométerre jutó támogatás összegét, így a Volán kénytelen volt módosításokat bevezetni.
Győr törzsvonal-hálózatát leginkább a külső kerületeket a belvárossal összekötő vonalak alkotják. Ennek a struktúrának a legfontosabb előnye, hogy a belvárosból gyakorlatilag bárhová el lehet jutni, hátránya viszont, hogy a peremkerületek közötti közlekedés átszállást igényel. Ezen igyekszik segíteni az egymást délen több helyen keresztező hálózat, amely lerövidíti az utazási időt az átszállásra kényszerülteknek.
A legforgalmasabb vonalcsoport a 22-es, ami a marcalvárosi panel-lakótelepet és a belvárost köti össze a legrövidebb útvonalon. Marcalvárosban találhatóak a város legnagyobb közoktatási intézményei, így a többi városrészből erre ingázók is leginkább ezt a vonalat használják. Így a vonal mindkét irányú forgalma közel azonos. Csúcsidőben szinte csak csuklós járművekkel adják ki.
A belvárost a déli városrészekkel összekötő vonalak a 22-estől nyugatra az 1-es és a 2-es, és a 22-est Nádorváros és Adyváros határán keresztező 22E. Tőle keletre a 7/17 ellentétes irányú körjáratok nyugati része, amely fonódik a 22E keleti szakaszával, majd a 7/17 keleti szakasza. A 7/17 és a 2 együtt tárja fel a József Attila lakótelepként emlegetett nagy utasforgalmú adyvárosi részt, valamint a 7/17 két sugárirányú ágának összekötéseként Győrszabadhegy keleti részét. A 7/17 közötti kimaradt adyvárosi területet a 23-as tárja fel, átszállási lehetőségekkel az összes eddig felsorolt vonalra. A 14-es vonal szintén keresztezi ezeket a vonalakat, de délen elsődleges feladata a keleti városrészek kiszolgálása.
Az északi városrészeket (jóval kisebb lakosságúak) az 1-es (Újváros), 14-es (Sziget), 2/23 (Sziget kelet), 11-es (Révfalu és Bácsa) látja el. Az itt jelentkező legnagyobb utasforgalmi tényező a Széchenyi Egyetem, amely megközelíthető a 2/23 és a 11-es vonaláról is. A 11-es emellett még jelentős forgalmat produkál Bácsán, amely meglehetősen elszigetelt városrész nagyforgalmú közoktatási intézményekkel és nagyszámú ingázóval. Bácsa elérhető még az időszakosan, tanítási időben Marcalvárosból induló 11E jelű gyorsjárattal, amely érinti Adyvárost, de elkerüli a belvárost.
Az agglomerációk legforgalmasabb járatai a 22-es (Ménfőcsanak, dél) amely egyben a belvárosi vonalhálózatnak is fontos részét képezi. Ménfőcsanakot látja el a 33-as vonal is. Jelentős keleten a Győrszentivánt kiszolgáló 30/31-es vonalcsoport. Kisebb forgalmúak a szintén belvárosi funkciókkal is rendelkező, Győrszabadhegy nyugati részét feltáró Kismegyerre (dél) vezető 5-ös és az ezzel párhuzamos, de a belvárosból az északi Révfalun keresztül Sárásra tovább haladó 6-os. Az északnyugati Pinnyéd és az északkeleti Likócs között jár a belvároson keresztül a 8-as autóbusz. A Gyirmótra Ménfőcsanak kis részét lefedve közlekedő 37-es az egykori második legforgalmasabb tömegközlekedési tengely egyetlen rendszeres járata Adyvároson és Nádorvároson keresztül a belváros felé.
A helyközi üzletág járművei szolgáljál ki egy-egy helyközi vonal révén a 32-es, 34-es és 36-os járatokat. Ezek városi forgalma nem túl jelentős, számozásuk csupán szimbolikus. A 34-es vonalat legnagyobb részben lefedi a 22, a 22E és a 33; a 36-os vonalat pedig egy megálló kivételével a 22/22E. A 34-es vonal így közlekedik a lehető legrövidebb útvonalon, a 36-os viszont kilométert és menetidőt is veszít Ménfőcsanakon, a rövidebb úton (83-as főút) közlekedve is érintené az egyetlen, más busz által lefedetlen megállóját, amit egyébként a 83-ason közlekedő összes helyközi járat érint. A 32-es vonal ménfőcsanaki szakaszának lefedésére egyelőre nincs más lehetőség.
| A viszonylatok listája | A viszonylatok listája |
| Jel                    | Viszonylat |
| ---------------------- | --- |
| 1                      | Marcalváros II (forgalmi iroda) – Marcalváros I - Nádorváros – Belváros – Újváros (Nép utca) (kétirányú)                                                              |
| 2                      | Sziget (Korányi Frigyes tér) - Belváros - Adyváros - József Attila lakótelep (Zöld utca) (hurokjárat)                                                                 |
| 2A                     | Belváros (Révai Miklós utca) - Sziget (Korányi Frigyes tér) (kétirányú)                                                                                               |
| 5                      | Belváros (Révai Miklós utca) – Nádorváros – Győrszabadhegy - Kismegyer (Arató utca) (kétirányú)                                                                       |
| 5B                     | Belváros (Révai Miklós utca) – Nádorváros – Raktárváros - Agroker - Győrszabadhegy - Kismegyer (Arató utca) (kétirányú)                                               |
| 5R                     | Belváros (Révai Miklós utca) – Nádorváros – Raktárváros - Győrszabadhegy - Kismegyer (Arató utca) (kétirányú)                                                         |
| 6                      | Sárás (Medvei utca) - Révfalu - Belváros - Nádorváros – Győrszabadhegy - Kismegyer (Arató utca) (kétirányú)                                                           |
| 7                      | Belváros (Virágpiac) - Jancsifalu - Győrszabadhegy - Adyváros - Nádorváros - Belváros (Virágpiac) (körjárat)                                                          |
| 8                      | Likócs (Pesti út) - Gyárváros - Belváros - Sziget - Pinnyéd (Új sor) (kétirányú)                                                                                      |
| 8A                     | Likócs (Pesti út) - Gyárváros - Belváros (Révai Miklós utca) (egyirányú)                                                                                              |
| 11                     | Belváros (Révai Miklós utca) – Révfalu – Bácsa, Ergényi lakótelep (Telek utca) (kétirányú)                                                                            |
| 11E                    | Marcalváros II (forgalmi iroda) – Adyváros - Nádorváros - Belváros - Bácsa, Ergényi lakótelep (Telek utca) (kétirányú)                                                |
| 12                     | Belváros (Révai Miklós utca) – Gyárváros – AUDI (szerszámgyár) (kétirányú)                                                                                            |
| 14                     | Marcalváros II (forgalmi iroda) – Adyváros – Gyárváros - Belváros - Sziget (Liget utca) (kétirányú)                                                                   |
| 15                     | Belváros (Révai Miklós utca) – Gyárváros – AUDI – Ipari Park – Adyváros - Nádorváros - Belváros (Révai Miklós utca) (körjárat)                                        |
| 15A                    | Belváros (Révai Miklós utca) – Gyárváros – AUDI (szerszámgyár) (kétirányú)                                                                                            |
| 17                     | Belváros (Virágpiac) - Nádorváros - Adyváros - Győrszabadhegy - Jancsifalu - Belváros (Virágpiac) (körjárat)                                                          |
| 17A                    | Adyváros (Tározó tó) - Nádorváros - Belváros (Virágpiac) (kétirányú)                                                                                                  |
| 17B                    | Belváros (Virágpiac) - Nádorváros - Adyváros - Győrszabadhegy (temető) - Jancsifalu - Belváros (Virágpiac) (körjárat)                                                 |
| 20                     | József Attila lakótelep (Zöld utca) – Adyváros - Gyárváros – AUDI (Íves utca) (kétirányú)                                                                             |
| 20Y                    | Ménfőcsanak (Győri út) - Adyváros - Gyárváros – AUDI (Íves utca) (egyirányú)                                                                                          |
| 22                     | Belváros (Révai Miklós utca) – Nádorváros - Marcalváros II - Ménfőcsanak (Győri út) (hurokjárat)                                                                      |
| 22A                    | Marcalváros II (forgalmi iroda) – Nádorváros – Belváros (Révai Miklós utca) (kétirányú)                                                                               |
| 22E                    | Belváros (Révai Miklós utca) – Nádorváros - Marcalváros I - Marcalváros II - Ménfőcsanak (Győri út) (hurokjárat)                                                      |
| 23                     | Marcalváros II (forgalmi iroda) - Adyváros - Jancsifalu - Belváros - Sziget (Korányi Frigyes tér) (kétirányú)                                                         |
| 23A                    | Marcalváros II (forgalmi iroda) - Adyváros - Jancsifalu - Belváros (Virágpiac) (kétirányú)                                                                            |
| 24                     | Marcalváros II (forgalmi iroda) - Adyváros – Gyárváros – AUDI (szerszámgyár) (kétirányú)                                                                              |
| 25                     | Marcalváros II (forgalmi iroda) - Adyváros – Ipari park (Almafa utca) (kétirányú)                                                                                     |
| 30                     | Belváros (Révai Miklós utca) – Gyárváros - Győrszentiván (Kálmán Imre út) - Győrszentiván (Homoksor) (vá.) - Gyárváros - Belváros (Révai Miklós utca) (Y-járat)       |
| 31                     | Belváros (Révai Miklós utca) – Gyárváros - Győrszentiván (Homoksor) - Győrszentiván (Kálmán Imre út) (vá.) - Gyárváros - Belváros (Révai Miklós utca) (Y-járat)       |
| 30A                    | Belváros (Révai Miklós utca) – Gyárváros - Győrszentiván (Kálmán Imre út) (kétirányú)                                                                                 |
| 31A                    | Belváros (Révai Miklós utca) – Gyárváros - Győrszentiván (Homoksor) (kétirányú)                                                                                       |
| 31Y                    | Belváros (Révai Miklós utca) – Gyárváros - AUDI - Ipari park - Győrszentiván (Kálmán Imre út) (kétirányú)                                                             |
| 33                     | Belváros (Révai Miklós utca) – Adyváros - Ménfőcsanak (Győzelem utca) (kétirányú)                                                                                     |
| 37                     | Belváros (Révai Miklós utca) – Adyváros - Ménfőcsanak - Gyirmót (Papréti utca) (kétirányú)                                                                            |
| 37Y                    | Belváros (Révai Miklós utca) – Adyváros - Marcalváros II - Ménfőcsanak - Gyirmót (Papréti utca) (kétirányú)                                                           |
| 38                     | Belváros (Révai Miklós utca) – Nádorváros - Adyváros – Győrszabadhegy – Ipari Park (Almafa utca) (kétirányú)                                                          |
| 32                     | Belváros (Autóbusz-pályaudvar) – Adyváros - Ménfőcsanak (Hegyalja utca) - (Győrújbaráthegy) (kétirányú, helyközi üzletág által kiszolgált)                            |
| 34                     | Belváros (Autóbusz-pályaudvar) – Adyváros - Ménfőcsanak (Sokorópátkai út) - (Tényő - Sokorópátka - Gic - Bakonytamási) (kétirányú, helyközi üzletág által kiszolgált) |
| 36                     | Belváros (Autóbusz-pályaudvar) – Adyváros - Ménfőcsanak (Veres Péter TSZ) - (Koroncó) (kétirányú, helyközi üzletág által kiszolgált)                                  |

#### Forgalomirányítás, utastájékoztatás, zavarelhárítás
A forgalomirányítást jelenleg a két decentrumban dolgozó forgalmista végzi. Az autóbusszal kapcsolatos műszaki probléma esetén a forgalmista a gépkocsivezető telefonhívására elküldi a tartalékjárművet az utasokért, a vontatójárművet pedig a mozgásképtelen járműért. A forgalmista a körülményeknek megfelelően módosíthatja a vezénylést, például ha az egyik autóbusz túl nagy késésben érkezik vissza, elküldhet és másik, egyébként a vezénylés szerint később, vagy másik vonalon induló járművet, a késve érkező autóbuszt pedig a másik jármű útvonalára helyezheti.
Az utastájékoztatás Győrött sajnálatos módon hagy kívánnivalót maga után. Az utasok a megállókban kihelyezett menetrendből, az évente megjelenő menetrend-füzetből, és a Kisalföld Volán honlapjáról tájékozódhatnak. Az ünnepi vagy rendezvénnyel kapcsolatos módosítások általában megjelennek a helyi Kisalföld című napilapban.
A járművek többségére kívülről olvasható magneto-optikai vagy monokróm folyadékkristályos kijelző van felszerelve, amely elöl és az autóbusz jobb oldalán a járatszámot és a célállomást, hátul csak a járatszámot mutatja. Néhány járművön ezek még nem kerültek felszerelésre, ilyen esetekben elöl és jobboldalt a gépkocsivezetők iránytáblákat helyeznek fel, ami a járatszámot, az induló- és a célállomást mutatja. Belső vizuális utastájékoztatás és hangos utastájékoztatás nincs a járműveken. A megállóknál csak ritka esetben van feltüntetve a járműből is jól látható helyen a megálló neve, és az is csak ritkán egyezik meg a hivatalos menetrendben megjelenő névvel. Az utas így csak a helyismeretében, a megállók számolásában, illetve a többi utas vagy a járművezető segítőkészségében bízhat.
2008. november 11-én Győr 507 millió forint vissza nem térítendő EU támogatást nyert a közösségi közlekedés fejlesztésére. Ebből egyközpontú irányító rendszer készítését tervezik. Ekkor megszüntetnék a decentrumokat, így a járatok más útvonalakon is közlekedhetnek. Terveznek olyan rádiós rendszert is, amely segítségével a késésben levő autóbuszok zöld utat kérhetnek maguknak. Az elektronikus központi rendszer segítségével a központban minden autóbusz pontos helyzetét lehet tudni. Ennek segítségével megoldható, hogy az autóbuszok a kiírt indulási időpontnál ne indulhassanak el korábban. Az autóbuszokon vizuális és hangos utastájékoztató rendszer lesz. A megállóhelyeken jegykiadó automatákat állítanak fel.

#### Díjszabás
A Kisalföld Volán Zrt. győri helyi tömegközlekedési tarifáit a győri közgyűlés határozza meg.
Az utazás a 85/2007. (IV.25.) Korm. rendelet alapján díjmentes a 6 év alattiak, a 65 év felettiek, és különböző fogyatékkal élők számára, valamint a Kisalföld Volán dolgozói és hozzátartozóik ingyenes, úgynevezett szabadjegyet kapnak.
A kedvezményes kategóriába a nappali tagozaton tanuló diákok és hallgatók, valamint a 65 év alatti nyugdíjasok tartoznak bele.
A menetjegyet lyukasztókészülékkel, felszállás után azonnal érvényesíteni kell. Ha a lyukasztó működésképtelen, a jegyet a gépkocsivezetőnek kell átadni kezelésre. Felszállásnál a bérletet is be kell mutatni a járművezetőnek, aki ellenőrzi az érvényességét. A vezetőnél váltott jegyet nem kell külön érvényesíteni.
A város tarifarendszerét sokszor kritika éri. Hiányolják a 24 órás bérletet, ami a turistáknak lehet vonzó alternatíva. A város külső területeiről érkezők és a belvárosban 1-2 megállót használók egyaránt ugyanannyit fizetnek, pedig különböző távolság megtételére és különböző ideig használják az autóbuszt. Kritikus pont még a jegy- és bérletellenőrzés elavultsága, ez azonban Magyarországon általános. Ideális megoldás lehetne a problémákra egy elektronikus beléptetőrendszer, aminek a legnagyobb hátránya, hogy csúcsidőben nagymértékben akadályozza az utasáramlást. A menetjeggyel kapcsolatban felmerült már a pozsonyi modell követése: több (jellemzően három) különböző időtartamra szóló menetjegy alkalmazása, és az összes autóbuszon egységes, dátumbélyegzős érvényesítő készülék. Az utas, amikor felszáll egy autóbuszra, érvényesíti a jegyét, onnantól fogva az érvényesség időtartamán belül korlátlan számú átszállással utazhat. A központi forgalomirányítási rendszer megvalósulásával új távlatok nyílnak a díjfizetési rendszerek megreformálására is.
Győri helyi díjszabás

| Típus                 | Összvonalas | Egyvonalas | Kedvezményes |
| --------------------- | ----------- | ---------- | ------------ |
| Vonaljegy elővételben | 230 Ft      | -          | -            |
| Vonaljegy helyszínen  | 305 Ft      | -          | -            |
| Családi jegy          | 620 Ft      | -          | -            |
| Heti bérlet           | 2030 Ft     | -          | -            |
| Félhavi bérlet        | 3310 Ft     | 2510 Ft    | -            |
| Havi bérlet           | 5190 Ft     | 3810 Ft    | 1910 Ft      |
| Negyedéves bérlet     | 15260 Ft    | 11190 Ft   | 5620 Ft      |
| Szemeszter bérlet     | -           | -          | 9180 Ft      |

A győri közgyűlés döntése alapján 2009 júliusától átlagosan 6,3%-kal emelkednek a helyi közlekedési tarifák Győrben. Németh Zoltán alpolgármester 2008 decemberében, a legújabb győri Credók átadásán bejelentette, hogy a következő év folyamán nem drágulnak a győri helyi tarifák. Ennek fejében 10%-kal csökkentette a helyi közlekedés finanszírozását a város, ezért vált égetően sürgőssé az egyébként már évek óta tervezgetett menetrendi változás, amit 2009 februárjában és júniusában két lépcsőben megvalósítottak. A városháza azonban – vélhetően az áfaemelés miatt – nem tartotta ígéretét, és júliustól ismét emelkednek a győri utazási árak.

#### Ellenőrzés
A Kisalföld Volán helyi járataira csak az első ajtón lehet felszállni. Ennek oka, hogy a jegy érvényesítését és a bérlet érvényességét a sofőr ellenőrzi, valamint jegyeladással is foglalkozik. Ettől függetlenül a helyi járatokon előfordulnak ellenőrök is.
3000 Ft pótdíjat számláz fel a Kisalföld Volán az utazási feltételek megsértéséért, és 6000 Ft-ot, ha bliccelni próbálunk. Ezenfelül késedelmi díjként még 3000 Ft-ról kaphatunk csekket.

### Mosonmagyaróvár
| A viszonylatok listája | A viszonylatok listája                                                   |
| Jel                    | Viszonylat                                                               |
| ---------------------- | ------------------------------------------------------------------------ |
| 1                      | Vasútállomás – Moson – Városháza – Autóbusz-végállomás                   |
| 2                      | Vasútállomás – Moson – Városháza (- Barátság utca) – Autóbusz-végállomás |
| 3                      | Városháza – Autóklub                                                     |
| 4                      | Vasútállomás – Kossuth Lajos utca – Városháza – Motim gyár               |
| 5                      | Vasútállomás – Moson – Városháza – Majorok – Halászi úti lakótelep       |
| 6                      | Vasútállomás – Moson – Városháza – Alkotmány utca, tejüzem               |
| 7                      | Vasútállomás – Főkapu – Autóbusz-végállomás                              |

Mosonmagyaróvár helyi tömegközlekedését 5 autóbusz bonyolítja le.
- 1 Ikarus 415 szólóbusz (1995.)
- 2 Credo BC 11 szólóbusz (2003.)
- 2 Credo BN 12 alacsony padlós szólóbusz (2005., 2008.)

### Sopron
Sopronban a járatok a Jereván lakótelepről, illetve az Autóbusz-állomásról indulnak (ez alól kivételt képeznek a 4-es, a 12V és 22-es buszok). 
| A viszonylatok listája | A viszonylatok listája |
| Jel                    | Viszonylat |
| ---------------------- | --- |
| 1                      | Jereván lakótelep – Várkerület – Felsőlővér / Alsólővér – Lővér szálló                                                           |
| 2                      | Jereván lakótelep – Várkerület – Alsólővér / Felsőlővér – Lővér szálló                                                           |
| 3                      | Autóbusz-állomás – Bánfalvi út – Kertváros – Brennbergbánya, templom                                                             |
| 3Y                     | Jereván lakótelep – Várkerület – Ady Endre út – Brennbergbánya, templom                                                          |
| 4                      | Ipar körút, vámudvar – Fraknói utca, Szent István templom – Várkerület – Baross út – Ágfalvi úti lakótelep                       |
| 5                      | Jereván lakótelep – Ógabona tér / Várkerület – Csengery utca – Ipar körút, AWF kft.                                              |
| 5A                     | Jereván lakótelep – Ógabona tér / Várkerület – Csengery utca – Ipar körút, vámudvar                                              |
| 5T                     | Jereván lakótelep – Ógabona tér / Várkerület – Csengery utca – TESCO áruház                                                      |
| 5Y                     | Jereván lakótelep – Bécsi út – Híd utca – Ipar körút, AWF kft.                                                                   |
| 6                      | Jereván lakótelep – Ógabona tér / Várkerület – Híd utca – Tómalomfürdő                                                           |
| 7                      | Jereván lakótelep – Bécsi út – Híd utca – Erzsébet Kórház – Csengery utca, nyomda                                                |
| 7A                     | Jereván lakótelep – Bécsi út – Híd utca – Csengery utca, nyomda                                                                  |
| 7B                     | Jereván lakótelep – Virágvölgy – Híd utca – Erzsébet Kórház – Csengery utca, nyomda                                              |
| 8                      | Autóbusz-állomás – Táncsics utca – Volán-telep                                                                                   |
| 10                     | Jereván lakótelep – Várkerület – Ady Endre út (– Bánfalvi út) – Hajnal tér – Kertváros felső                                     |
| 10Y                    | Jereván lakótelep – Várkerület – Ady Endre út (– Bánfalvi út) – Kertváros, Hajnal tér                                            |
| 11                     | Jereván lakótelep – Faraktár utca – Csengery utca – Erzsébet Kórház – Thököly tér                                                |
| 11A                    | Thököly tér – Csengery utca – Faraktár utca – Jereván lakótelep                                                                  |
| 11Y                    | Thököly tér (- Keleti Rendező) – József Attila lakótelep – Jereván lakótelep                                                     |
| 12                     | Jereván lakótelep – Várkerület – József Attila lakótelep – Kőszegi út, Sarudi utca                                               |
| 12A                    | Autóbusz-állomás – Várkerület – József Attila lakótelep – Kőszegi út, Sarudi utca                                                |
| 13                     | Jereván lakótelep – Ógabona tér / Várkerület – Híd utca – Sopronkőhida, fegyház                                                  |
| 13B                    | Jereván lakótelep – Ógabona tér / Várkerület – Híd utca – Tómalomfürdő – Sopronkőhida, fegyház                                   |
| 14                     | Autóbusz-állomás – Ógabona tér / Várkerület – Híd utca – Balfi út – Pihenőkereszt – Balf, Szerb Antal utca                       |
| 14B                    | Autóbusz-állomás – Ógabona tér / Várkerület – Híd utca – Balfi út – Pihenőkereszt – Balf, palackozóüzem – Balf, Szerb Antal utca |
| 16                     | Autóbusz-állomás – Baross út – Ágfalvi úti lakótelep                                                                             |
| 17                     | Jereván lakótelep – Ógabona tér / Faraktár utca – Csengery utca – Keleti Rendező                                                 |
| 20                     | Jereván lakótelep – Ógabona tér / Várkerület – Csengery utca – Erzsébet Kórház                                                   |
| 21                     | Autóbusz-állomás – Bánfalvi út – Ágfalvi úti lakótelep                                                                           |
| 22                     | Ágfalvi úti lakótelep – Bánfalvi út – II. Rákóczi Ferenc utca – Csengery utca – TESCO áruház                                     |
| 27                     | Jereván lakótelep – Bécsi út – Aranyhegyi lakópark – Híd utca – Erzsébet Kórház – Csengery utca, nyomda                          |
| 27B                    | Jereván lakótelep – Bécsi út – Virágvölgy – Aranyhegyi lakópark – Híd utca – Erzsébet Kórház – Csengery utca, nyomda             |
| 32                     | Autóbusz-állomás – Várkerület – Csengery utca – Kőszegi út - Gida patak utcai lakópark                                           |
| 33                     | Autóbusz-állomás – Ógabona tér / Várkerület – Híd utca – Sopronkőhida, Pesti Barnabás utca                                       |

Sopron helyi tömegközlekedését 29 autóbusz bonyolítja le.
- 5 Ikarus 280 csuklósbusz (1985, 1987., 1991.)
- 3 Credo BN 18 csuklósbusz (2006-2008.)
- 7 Ikarus 415 szólóbusz (1994.)
- 4 Rába Premier 091 szólóbusz (1999-2001.)
- 3 Credo BC11 szólóbusz (2002-2003.)
- 7 Credo BN 12 szólóbusz (2007-2008., 2010.)

## Helyközi közlekedés

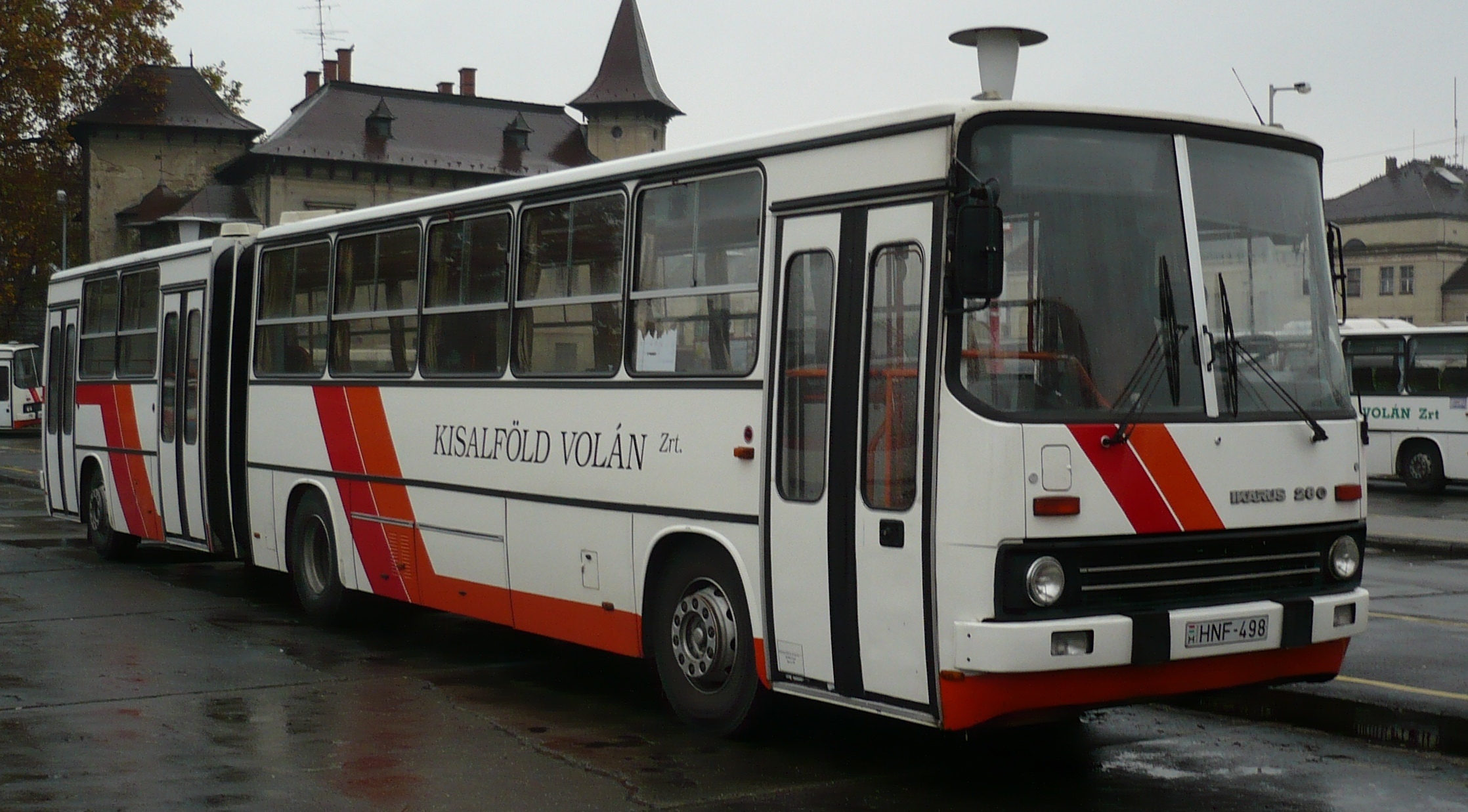
Helyközi autóbusz Győrben

A helyközi közlekedést a Kisalföld Volán Helyközi Közlekedési Üzletága szervezi. Az autóbuszjáratok a megye valamennyi településére eljutnak.

## Járművek
A Kisalföld Volán járműveinek átlagéletkora az egyik legalacsonyabb Magyarországon. A vállalatnak főleg Ikarus, Rába és Credo autóbuszai vannak, de kis számban előfordulnak külföldi típusok is.
A cég járműstratégiáján érződik a lokálpatrióta szemlélet: a végsőkig kitartottak az Ikarus (260, 280, 412 - 2002), a Rába (Premier - 2002) és az Ikarus EAG (E94F - 2007) mellett. Ezenkívül 6-7 éve a helyi Kravtex Kft. által gyártott Credo buszok teszik ki a járműbeszerzések legnagyobb részét.

### Helyi autóbuszok
| Helyi autóbusztípusok listája | Helyi autóbusztípusok listája | Helyi autóbusztípusok listája                            |
| Márka, típus                  | Beszerzés éve                 | Rövid leírás                                             |
| ----------------------------- | ----------------------------- | -------------------------------------------------------- |
| Ikarus 260                    | 1972-1990                     | 11 méteres, háromajtós, normálpadlós szóló autóbusz      |
| Ikarus 280                    | 1972-1990                     | 16,5 méteres, négyajtós, normálpadlós csuklós autóbusz   |
| Ikarus 415                    | 1994-1995                     | 11,5 méteres, háromajtós, normálpadlós szóló autóbusz    |
| Ikarus 412                    | 1996, 2001-2002               | 12 méteres, háromajtós, alacsony padlós szóló autóbusz   |
| Ikarus E94                    | 1995-1997                     | 12 méteres, háromajtós, normálpadlós szóló autóbusz      |
| Rába Premier 091              | 1998-2002                     | 12 méteres, háromajtós, normálpadlós szóló autóbusz      |
| Rába Premier 291              | 1998-2002                     | 18 méteres, négyajtós, normálpadlós csuklós autóbusz     |
| Ikarus 417                    | 2000                          | 18 méteres, háromajtós, alacsony padlós csuklós autóbusz |
| Nabi Excel                    | 2002-2003                     | 12 méteres, háromajtós, alacsony padlós szóló autóbusz   |
| Credo BC 11                   | 2002-2003                     | 11 méteres, háromajtós, normálpadlós szóló autóbusz      |
| Credo BN 12                   | 2005-2009                     | 12 méteres, háromajtós, alacsony padlós szóló autóbusz   |
| Credo BN 18                   | 2005-2009                     | 18 méteres, négyajtós, alacsony padlós csuklós autóbusz  |

### Helyközi autóbuszok
| Helyközi autóbusztípusok listája | Helyközi autóbusztípusok listája | Helyközi autóbusztípusok listája                                              |
| Márka, típus                     | Beszerzés éve                    | Rövid leírás                                                                  |
| -------------------------------- | -------------------------------- | ----------------------------------------------------------------------------- |
| Ikarus 260                       | 1972-2002                        | 11 méteres, kétajtós, normálpadlós szóló autóbusz                             |
| Ikarus 263                       | 1998                             | 12 méteres, háromajtós, normálpadlós szóló autóbusz                           |
| Ikarus 280                       | 1972-2002                        | 16,5 méteres, háromajtós, normálpadlós csuklós autóbusz                       |
| Ikarus 415                       | 1994-1995                        | 12 méteres, kétajtós, normálpadlós szóló autóbusz                             |
| Ikarus E94F                      | 2004-2006                        | 13,5 illetve 15 méteres, két- vagy háromajtós, alacsony padlós szóló autóbusz |
| Ikarus E95                       | 1994-2002                        | 12 méteres, kétajtós, normálpadlós szóló autóbusz                             |
| Rába Contact 092                 | 1998                             | 12 méteres, kétajtós, normálpadlós szóló autóbusz                             |
| Credo IC 9,5                     | 1999                             | 9,5 méteres, kétajtós normálpadlós szóló autóbusz                             |
| Credo IC 11                      | 2000-2002                        | 11 méteres, kétajtós normálpadlós szóló autóbusz                              |
| Credo EC 11                      | 2002-2004                        | 11 méteres, kétajtós normálpadlós szóló autóbusz                              |
| Credo LC 11H                     | 2003                             | 11 méteres, kétajtós normálpadlós szóló autóbusz                              |
| Credo EC 12                      | 2005-2006                        | 12 méteres, kétajtós normálpadlós szóló autóbusz                              |
| Credo IC 12                      | 2006-2008                        | 12 méteres, kétajtós normálpadlós szóló autóbusz                              |
| Credo EN 12                      | 2007-2008                        | 12 méteres, kétajtós alacsony padlós szóló autóbusz                           |

### Távolsági autóbuszok
| Távolsági autóbusztípusok listája | Távolsági autóbusztípusok listája | Távolsági autóbusztípusok listája                  |
| Márka, típus                      | Beszerzés éve                     | Rövid leírás                                       |
| --------------------------------- | --------------------------------- | -------------------------------------------------- |
| Ikarus E98                        | 1995-1999                         | 12 méteres, kétajtós, emelt padlós szóló autóbusz  |
| Ikarus E99                        | 1995, 1999                        | 12 méteres, kétajtós, emeletes szóló autóbusz      |
| Mercedes-benz O350 Tourismo       | 2003                              | 12 méteres, kétajtós, emelet padlós szóló autóbusz |
| MAN Lion's Coach                  | 2004-2005                         | 12 méteres, kétajtós, emelet padlós szóló autóbusz |
| Credo LH 12                       | 2008                              | 12 méteres, kétajtós, emelt padlós szóló autóbusz  |